# Гер (кантон)
Гер (фр. Guer) — кантон во Франции, находится в регионе Бретань, департамент Морбиан. Входит в состав округа Ван.

## История
До 2015 года в состав кантона входили коммуны Беньон, Гер, Монтенёф, Оган, Поркаро, Реминьяк и Сен-Мало-де-Беньон.
В результате реформы 2015 года состав кантона был изменен: в его состав вошли коммуны упраздненных кантонов Аллер и Ла-Гасийи.
С 1 января 2017 года состав кантона изменился: коммуны Гленак и Ла-Шапель-Гаслин вошли в состав коммуны Ла-Гасийи; коммуна Кельнёк вошла в состав коммуны Карантуар.

## Состав кантона с 1 января 2017 года
В состав кантона входят коммуны (население по данным Национального института статистики за 2019 г.):
- Аллер (3 886 чел.)
- Беган (1 395 чел.)
- Беньон (1 962 чел.)
- Гер (6 091 чел.)
- Карантуар (3 074 чел.)
- Курнон (786 чел.)
- Ла-Гасийи (3 962 чел.)
- Ле-Фужре (951 чел.)
- Монтенёф (756 чел.)
- Оган (1 526 чел.)
- Пейяк (1 847 чел.)
- Поркаро (729 чел.)
- Реминьяк (411 чел.)
- Рьё (2 865 чел.)
- Сен-Венсан-сюр-Уст (1 563 чел.)
- Сен-Горгон (393 чел.)
- Сен-Жакю-ле-Пен (1 747 чел.)
- Сен-Жан-ла-Потри (1 469 чел.)
- Сен-Мало-де-Беньон (532 чел.)
- Сен-Мартен-сюр-Уст (1 294 чел.)
- Сен-Перрё (1 074 чел.)
- Теийяк (604 чел.)
- Треаль (640 чел.)

## Политика
На президентских выборах 2022 г. жители кантона отдали в 1-м туре Эмманюэлю Макрону 31,3 % голосов против 25,6 % у Марин Ле Пен и 18,1 % у Жана-Люка Меланшона; во 2-м туре в кантоне победил Макрон, получивший 57,0 % голосов. (2017 год. 1 тур: Эмманюэль Макрон – 25,4 %, Марин Ле Пен – 21,3 %, Франсуа Фийон – 19,8 %, Жан-Люк Меланшон – 17,9 %; 2 тур: Макрон – 66,2 %. 2012 год. 1 тур: Николя Саркози — 28,0 %, Франсуа Олланд — 27,5 %, Марин Ле Пен — 16,8 %; 2 тур: Олланд — 50,6 %).
С 2021 года кантон в Совете департамента Морбиан представляют мэр коммуны Рьё Тьерри Пулен (Thierry Poulain) и мэр коммуны Сен-Мало-де-Беньон Мари-Элен Эрри (Marie-Hélène Herry) (оба — Разные правые).
|                | Кандидаты                   | Партия                   | Первый тур | Первый тур     | Второй тур | Второй тур |
| Кол-во голосов | Кандидаты                   | Партия                   | % голосов  | Кол-во голосов | % голосов  |            |
| -------------- | --------------------------- | ------------------------ | ---------- | -------------- | ---------- | ---------- |
|                | Тьерри Пулен Мари-Элен Эрри | Разные правые            | 3 854      | 41,24          | 5 222      | 56,91      |
|                | Микаэла Пьель Янник Шене    | Разные правые            | 3 390      | 36,27          | 3 954      | 43,09      |
|                | Жорж Аллен Летиция Левек    | Национальное объединение | 1 753      | 18,76          |            |            |
|                | Катрин Патманабен Бернар Юэ | Разные правые            | 349        | 3,73           |            |            |

|                | Кандидаты                         | Партия                  | Первый тур | Первый тур     | Второй тур | Второй тур |
| Кол-во голосов | Кандидаты                         | Партия                  | % голосов  | Кол-во голосов | % голосов  |            |
| -------------- | --------------------------------- | ----------------------- | ---------- | -------------- | ---------- | ---------- |
|                | Янник Шене Мари-Элен Эрри         | Разные правые           | 4 187      | 29,28          | 6 117      | 53,65      |
|                | Ивет Анне Пьеррик Лельевр         | Разные правые           | 3 828      | 26,77          | 5 284      | 46,35      |
|                | Тифен Бибар Жоаким Да Силва Жезюс | Социалистическая партия | 3 259      | 22,79          |            |            |
|                | Анни Косар Жан-Поль Феликс        | Национальный фронт      | 3 025      | 21,16          |            |            |